# Liste der denkmalgeschützten Objekte in Leogang
Die Liste der denkmalgeschützten Objekte in Leogang enthält die 7 denkmalgeschützten, unbeweglichen Objekte der Gemeinde Leogang.

## Denkmäler
| Foto |                 | Denkmal                                                         | Standort                                 | Beschreibung | Metadaten |
| ---- | --------------- | --------------------------------------------------------------- | ---------------------------------------- | --- | --- |
| ja   | Datei hochladen | Samerstall (zu Kirchenwirt) HERIS-ID: 36475 Objekt-ID: 35423    | gegenüber Leogang 3 Standort KG: Leogang | Neben dem ebenfalls sehr alten Gasthaus 'Kirchenwirt' steht der Samerstall, in welchem zu Zeiten der Samerzüge (von Italien über die Alpen bis nach Bayern) die Pferde versorgt wurden und auch gewechselt werden konnten. | BDA-Hist.: Q37970035 Status: Bescheid Stand der BDA-Liste: 2025-06-30 Name: Samerstall (zu Kirchenwirt) GstNr.: .19 Samerstall                       |
| ja   | Datei hochladen | Kath. Pfarrkirche hl. Leonhard HERIS-ID: 52860 Objekt-ID: 60552 | Leogang 2 Standort KG: Leogang           | Die Kirche war ursprünglich dem hl. Ägydius geweiht. Dieser Patron lässt auf sehr hohes Alter schließen. 1323 wird sie als Filialkirche von Saalfelden genannt. Es war eine romanische Kirche. 1513 wurde sie von Bischof Berthold Pürstinger neuerdings geweiht, da sie durch Umbauten erweitert wurde. Damals wurde zum hl. Ägydius auch der hl. Leonhard als Patron hinzugenommen. 1740 wurde ein Neubau unumgänglich, da das Kirchlein klein, schiefwinkelig und baufällig war. Das Gewölbe hatte solche Sprünge, dass man es herunterschlagen musste. Es dauerte aber sechs Jahre, bis der Bau fertiggestellt war. Der Turm an der Südseite stellt noch alte Substanz dar. | BDA-Hist.: Q38054620 Status: § 2a Stand der BDA-Liste: 2025-06-30 Name: Kath. Pfarrkirche hl. Leonhard GstNr.: .14 Pfarrkirche hl. Leonhard, Leogang |
| ja   | Datei hochladen | Wegkapelle, Leonhardikapelle HERIS-ID: 63255 Objekt-ID: 75884   | Standort KG: Leogang                     | Die Leonhardikapelle steht etwa unterhalb des Kirchhügels direkt an der neuen Durchzugsstraße. Sie steht wohl in unmittelbarem Zusammenhang mit der Kirche, die ebenfalls dem hl. Leonhard geweiht ist. | BDA-Hist.: Q38102760 Status: § 2a Stand der BDA-Liste: 2025-06-30 Name: Wegkapelle, Leonhardikapelle GstNr.: 517/1 Leonhardikapelle                  |
| ja   | Datei hochladen | Knappenkapelle hl. Anna HERIS-ID: 36469 Objekt-ID: 35412        | gegenüber Hütten 9 Standort KG: Sonnberg | Erzbischof Siegmund Schrattenbach ließ 1769 diese Kapelle, welche der hl. Anna geweiht wurde, im alten Schmelzwerkdörfl Hütten errichten, nachdem er das Bergwerk gekauft hatte. Eine grundlegende Renovierung erfolgte 1954. | BDA-Hist.: Q37970001 Status: Bescheid Stand der BDA-Liste: 2025-06-30 Name: Knappenkapelle hl. Anna GstNr.: .12 Knappenkapelle (Leogang)             |
| ja   | Datei hochladen | Bergbaumuseum HERIS-ID: 36465 Objekt-ID: 35408                  | Hütten 10 Standort KG: Sonnberg          | | BDA-Hist.: Q37969992 Status: Bescheid Stand der BDA-Liste: 2025-06-30 Name: Bergbaumuseum GstNr.: 130 Bergbau und Gotikmuseum Leogang                |
| BW   | Datei hochladen | Thurnhaus HERIS-ID: 112470 Objekt-ID: 130663seit 2015           | Hütten 11 Standort KG: Sonnberg          | | BDA-Hist.: Q37831169 Status: Bescheid Stand der BDA-Liste: 2025-06-30 Name: Thurnhaus GstNr.: .16                                                    |
| ja   | Datei hochladen | Bahnhof HERIS-ID: 42725 Objekt-ID: 43316                        | Sonnberg 30 Standort KG: Sonnberg        | Der zweigeschoßige schlichte Bau stammt vom Ende des 19. Jahrhunderts und ist eines der letzten erhaltenen Gebäude der ehemaligen Giselabahn. | BDA-Hist.: Q38003343 Status: Bescheid Stand der BDA-Liste: 2025-06-30 Name: Bahnhof GstNr.: .50/3 Bahnhof Leogang                                    |